# Jezero (Kakanj)
Jezero es un pueblo ubicado en la municipalidad de Kakanj, en el cantón de Zenica-Doboj, Bosnia y Herzegovina.

## Superficie
Posee una superficie de 0,55 kilómetros cuadrados.

## Demografía
Hasta 2013 la población era de  habitantes, con una densidad de población de 391,5 habitantes por kilómetro cuadrado.